# 埃倫貝格巴赫河
51°15′19″N 7°15′25″E / 51.25528°N 7.25694°E
埃倫貝格巴赫河（德語：Ehrenberger Bach），是德國的河流，位於該國西部，流經北萊茵-威斯特法倫州，屬於伍珀河的右支流，河道全長1.2公里，流域面積47.5平方公里。